# Geert Adriaans Boomgaard
Geert Adrians Boomgaard (ur. 21 września 1788 w Gorinchen, zm. 3 lutego 1899 tamże) – holenderski superstulatek. Był pierwszym człowiekiem, który osiągnął wiek 110 lat, a jego wiek nie budził wątpliwości.

## Życiorys
Boomgaard urodził się w Gorinchen, gdzie również zmarł. Jego ojciec był kapitanem łodzi, a akta stanu cywilnego Boomgaarda wykazują, że po powrocie ze służby wojskowej w 33 Pułku Lekkiej Piechoty w Grande Armée podążał tą samą karierą. Walczył w obronie Napoleona w Rosji. 4 marca 1818 roku, w wieku 29 lat, Boomgard poślubił Stijntje Bus, która zmarła 24 marca 1830 roku, w wieku 33 lat, miesiąc po narodzeniu ich ósmego dziecka. Prawie rok później, 21 marca 1831, poślubił Giertje Abels Jonker, miał jeszcze czworo dzieci. Giertje zmarła 18 maja 1864, w wieku 71 lat. Boomgaard przeżył wszystkie ze swoich dwunastu dzieci. Ostatnie zmarło w maju 1885, w wieku 57 lat.
Pod koniec życia sławę przyniosła mu jego długowieczność. Portrety wykonane z okazji jego 100 i 107 rocznicy urodzin były popularne w całym kraju. Kopię jednego z portretów otrzymała księżniczka Emma, wówczas regentka Królestwa Niderlandów. Geert Adriaans Boomgaard zmarł 3 lutego 1899, w wieku 110 lat, 135 dni. Jego rekord najstarszej osoby w historii został później pobity przez Margaret Ann Neve 30 września 1902. Natomiast jego rekord najstarszego mężczyzny w historii został pobity przez Johna Mosleya Turnera 28 października 1966.